# With a Little Luck
With a Little Luck (englisch für Mit etwas Glück) ist ein Lied der britischen Musikgruppe Wings, das 1978 als Single A-Seite veröffentlicht wurde. Es war die 17. Single der Wings, in Deutschland die 18. Komponiert wurde es von Paul McCartney. Es war die sechste Singleveröffentlichung von Paul McCartney nach dessen Trennung von den Beatles, die Platz eins in den US-amerikanischen Charts erreichte.

## Hintergrund
With a Little Luck wurde erstmals im Sommer 1976 von Paul McCartney in seinem Rude Studio in Schottland als Demo aufgenommen, laut McCartney schrieb er auch das Lied in Schottland. Paul McCartney sagte im März 2001 über With a Little Luck: „Ich mochte die Akkorde darin, und ich weiß, dass wir es auf dem Boot in der Karibik aufgenommen haben, als wir das London Town-Album aufgenommen haben. Ich habe gute Erinnerungen an diesen Song und seinen Glauben, dass die Dinge klappen werden. Ich spiele dort das Synthesizer-Solo. Es ist eines meiner hoffnungsvolleren kleinen Liedchen.“
With a Little Luck ist die erste Singleauskopplung aus dem Album London Town und wurde Wings’ Nachfolgesingle zur kommerziell sehr erfolgreichen Single Mull of Kintyre. Bei der Veröffentlichung der Single im März 1978 hatten die beiden Gruppenmitglieder Jimmy McCulloch und Joe English Wings bereits verlassen, sodass auf dem Singlecover, wie schon bei Mull of Kintyre, nur Paul und Linda McCartney sowie Denny Laine abgebildet wurden.
Die Single erreichte Platz fünf in Großbritannien und in den USA Platz eins in den jeweiligen Charts. In Deutschland hat sich die Single auf Platz 17 platziert. Somit war es die vierzehnte Top-Ten-Single in den USA und die zwölfte in Großbritannien für Paul McCartney. Ein Radio-Edit von 'With A Little Luck' verkürzte die Laufzeit von 5:45 auf 3:13, die Kaufsingle enthielt die längere Version.
Für With a Little Luck wurde ein Musikvideo gedreht, Regisseur war Michael Lindsay-Hogg. Das Video, das auf der gekürzten Version basiert, zeigt den neuen Schlagzeuger Steve Holley, der allerdings bei Aufnahme des Liedes nicht mitwirkte. Am 9. Mai 1978 wurde es in Großbritannien in der ITV-Kindersendung Paul ausgestrahlt, die von Paul Nicholas moderiert wurde.
Wings spielten With a Little Luck nicht live.
1979 wurde With a Little Luck im Abspann des Films Sunburn mit Farrah Fawcett, Charles Grodin und Art Carney in den Hauptrollen gezeigt.

## Aufnahme

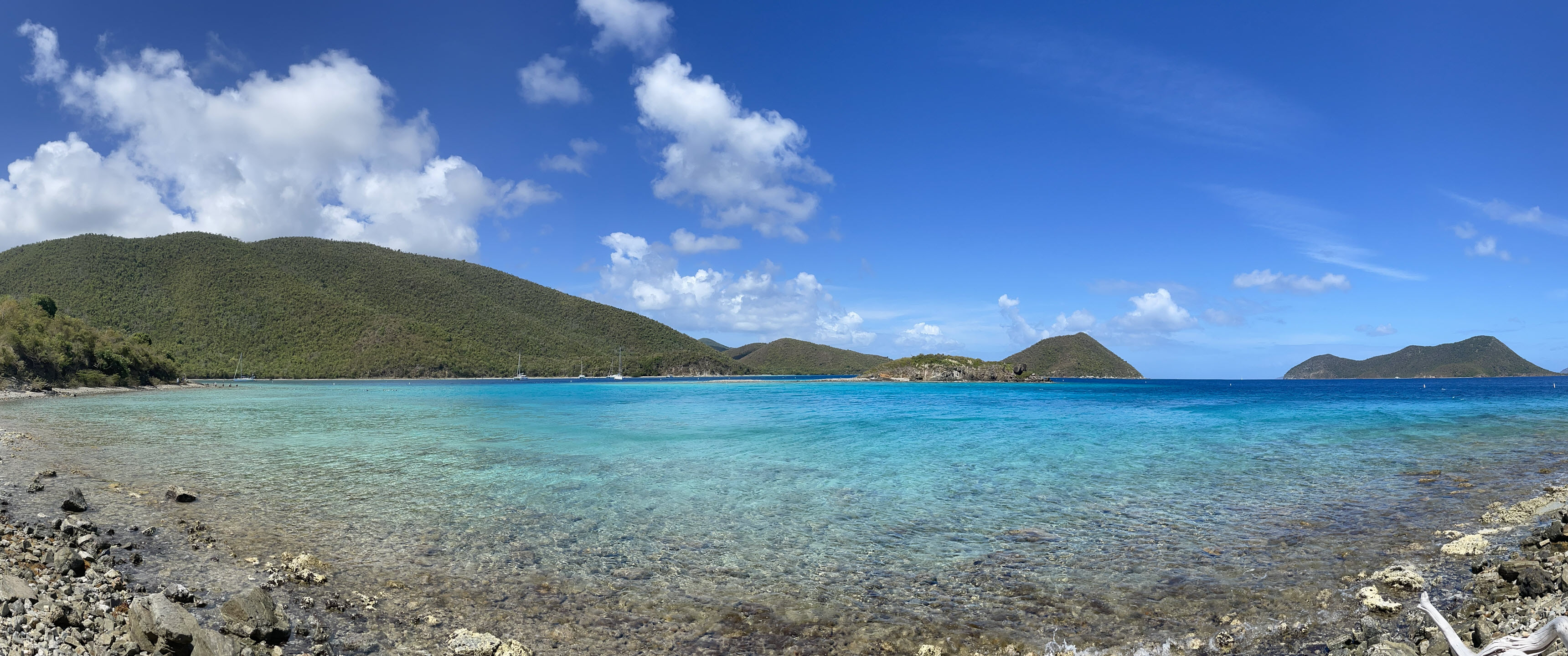
Waterlemon Bay, Saint John

Vom 1. bis zum 31. Mai 1977 wurden die Aufnahmen für das Album London Town vor der Insel Saint John in der Watermelon Bay fortgesetzt. Hier lebten und arbeiteten die Mitglieder der Wings auf drei gecharterten Yachten, wobei die Fair Carol als Aufnahmestudio diente, das über ein 24-Spur-Aufnahmegerät verfügte. Die Mitglieder der Wings lebten auf einem anderen Boot, der Samala, während die McCartneys auf der El Toro blieben.
Die Backingtracks von With a Little Luck wurden von den Wings am 10. und 12. Mai 1977 eingespielt, die Fertigstellung erfolgte im November 1977 (Andere Quellen: Januar 1978) in den Londoner Abbey Road Studios mit Paul McCartney als Produzenten. Geoff Emerick und Pete Henderson waren die Toningenieure der Aufnahmen.
Besetzung:
- Paul McCartney: Gesang, Bassgitarre, Elektrisches Klavier, Synthesizer
- Linda McCartney: Keyboard, Hintergrundgesang
- Denny Laine: Synthesizer, Hintergrundgesang
- Joe English: Schlagzeug

## Coverversionen
Es gibt 18 Coverversionen von With a Little Luck.

## Veröffentlichung
- Am 24. März 1978 (USA: 20. März 1978) erschien die Single With a Little Luck / Backwards Traveller – Cuff Link.[6] Die Promotionsingle wurde in den USA wie folgt veröffentlicht: auf der A-Seite befindet sich die gekürzte Stereoversion (3:13) und auf der B-Seite die Monoversion der A-Seite der Kaufsingle.[7]
- Am 27. März 1978 wurde in den USA (Großbritannien: 31. März) das Album London Town veröffentlicht auf dem sich ebenfalls With a Little Luck befindet.
- With a Little Luck erschien am 27. November 1978 auf dem Kompilationsalbum, Wings Greatest, am 2. November 1987 auf All the Best! (Europäische Version: Nur auf dem Vinyl-Doppelalbum enthalten; US-Version: Verwendung der gekürzten Promotionversion), am 7. Mai 2001 auf Wingspan: Hits and History (Verwendung der gekürzten Promotionversion) und am 10. Juni 2016 auf Pure McCartney (Verwendung der gekürzten Promotionversion).
- Am 2. Dezember 2022 wurde die Singlebox The 7″ Singles Box veröffentlicht, die auch With a Little Luck enthält.